# QM/MM
混合QM/MM （量子力学/分子力学）方法是一种分子模拟方法，它结合了从头计算法（准确性）和 分子力学（速度）方法的优势，从而可以研究溶液和蛋白质中的化学过程. QM/MM 方法是在阿里耶·瓦谢尔和迈克尔·莱维特的 1976 年论文中引入的。 他们与Martin Karplus一起因“为复杂化学系统开发多尺度模型”而获得 2013 年诺贝尔化学奖。  

## 效率
QM/MM 方法的一个重要优势是它们的计算速度。在通常情况下，进行经典分子力学 ( MM ) 模拟的计算复杂度为O ( N 2 )，其中N是系统中的原子数。主要由于静电相互作用项的复杂度为O ( N 2 )（每个粒子都与其他粒子相互作用）。然而，在使用截止半径、周期性对列表更新以及最近粒子网格 Ewald (PME) 方法的变化后，已将其减少到O ( N ) 到O ( N 2 ) 之间。另一方面，最简单的从头算计算形式化地缩放为O ( N 3 ) 或更糟（限制性哈特里－福克方程计算被认为具有大约 O ( N 2.7 )的复杂度）。此外在从头计算法中， N代表使用的基函数的数量而不是原子的数量。每个原子至少会具有与电子数量一样多的基函数。为了克服从头计算法的效率局限性，QM/MM方法对研究系统的一小部分进行了量子力学处理（例如，酶的活性位点），其余系统则进行了经典处理。  

## 计算组合系统的总能量
组合系统的总能量可以用两种不同的方式计算。最简单的称为“减法方案”，由 Maseras 和 Morokuma 于 1995 年提出。在减法方案中，首先使用分子力学力场(MM)计算整个系统的能量，然后加上 QM 系统的能量（使用量子力学方法计算），最后减去 QM 系统的 MM 能量。
{\displaystyle E=E^{QM}(QM)+E^{MM}(QM+MM)-E^{MM}(QM)}
在这个等式中{\displaystyle E^{MM}(QM)}是指使用分子力学计算（MM）的 QM 区域的能量。在这个方案中，两个区域之间的相互作用将只在 MM 的理论水平上被计算。
在实际应用中，更广泛使用的方法是更准确的“加法方案”。这个等式由 3 项组成：
{\displaystyle E=E(QM)+E(MM)+E(QM/MM)}
在方程中{\displaystyle E(QM)}是 QM 区域的 QM 能量， {\displaystyle E(MM)}是 MM 区域的 MM 能量，{\displaystyle E(QM/MM)}是两个系统之间的相互作用能，可由下式给出：
{\displaystyle E(QM/MM)=\sum _{I'=1}^{MM}\left[\int \operatorname {d} \mathbf {r} {q_{I'}\rho (\mathbf {r} ) \over \left\vert \mathbf {R} _{I'}-\mathbf {r} \right\vert }+\sum _{I=1}^{QM}{\frac {q_{I'}q_{I}}{\left\vert \mathbf {R} _{I'}-\mathbf {R} _{I}\right\vert }}\right]+\sum _{\text{non-bonded pairs}}\left({\frac {A_{II'}}{R_{II'}^{12}}}-{\frac {B_{II'}}{R_{II'}^{6}}}\right)+\sum _{\text{bonds}}k_{r}(R_{II'}-r_{0})^{2}+\sum _{\text{angles}}k_{\theta }(\theta -\theta _{0})^{2}+\sum _{\text{torsions}}\sum _{n}k_{\phi ,n}[\cos(n\phi +\delta _{n})+1]}
指标{\displaystyle I}标记 QM 区域中的原子核，而{\displaystyle I'}标记 MM区域的原子核。前两项表示 QM 区域中的总电荷密度（来源电子和核心）与 MM 区域的经典电荷之间的相互作用。第三项解释了 QM/MM 边界上的色散相互作用。任何跨越边界的共价键的伸缩势均由第四项计算。最后两项则描述了任何跨越边界的共价键弯曲和扭转势能产生的的能量。其中跨院边界被定义为：共价键弯曲和扭转定义的原子中至少有一个原子{\displaystyle \theta }或者{\displaystyle \phi }是一个 QM 原子，而其他的是 MM 原子。  :422–3

### 降低计算 QM-MM 相互作用的计算成本
考虑到先前给出的 QM/MM 相互作用方程中的电荷-电荷项在计算上可能非常昂贵（一个具有 10 6个 QM 系统电子密度网格点和 10 4 MM 原子的系统所需的积分次数是巨大的）。解决此问题的一种方法是在 QM 区域周围构建三个同心球体，并评估 MM 原子位于这些球体中的哪一个。如果 MM 原子位于最内层的球体中，则它们与 QM 系统的相互作用才按照{\displaystyle E(QM/MM)} 进行处理。位于第二个球体（但不是第一个）内的 MM 电荷通过一种构造电荷与 QM 区域中的QM 原子核相互作用。这种构造电荷可以由一种模拟电子密度的 RESP 方法计算。通过使用这种方法，模拟过程中 QM 原子核上不断变化的电荷可以被描述。
在第三个最外层区域，经典电荷与QM区域的多极矩相互作用。通过使用这种更加近似的方法计算电荷-电荷相互作用，可以获得非常显着的计算成本降低，同时不会遭受精度的显着损失。  :423–4

## QM-MM的静电相互作用
QM 和 MM 区域之间的静电相互作用可以以不同的复杂程度来考虑。这些方法可分为机械嵌入、静电嵌入或极化嵌入。

### 分子力学嵌入
分子力学嵌入仅在MM 级别考虑静电相互作用，尽管比其他方法更简单，但可能会出现某些困难。部分原因是由于很难选取适当的 MM 属性（例如原子电荷），使得其对QM区域的相互作用被恰当描述。被模拟的 QM 区域通常描述了化学反应发生的位点，因此如果仅使用一组 MM 静电参数来描述电荷分布，由于在反应过程中电荷分布可能会发生变化，将会对经典相互作用的计算导致很大的误差。另一个问题是分子力学嵌入不考虑与 MM 系统的静电相互作用对 QM 系统电子结构的影响。 

### 静电嵌入
静电嵌入不需要 QM 区域的 MM 静电参数。这是由于它使用在 QM 区域的某些包含电子项的哈密顿量来考虑静电相互作用。这也意味着静电嵌入可以处理 由静电相互作用引起的MM 区域对 QM 系统的极化。尽管静电嵌入对分子力学嵌入方案进行了改进，但代价是增加了复杂性，因此需要更多的计算量。另一个问题是它忽略了 QM 系统对 MM 系统的影响，而实际上这两个系统会相互极化，直到达到平衡。
为了构造 MM 区域所需的单电子项，可以使用 MM 计算中使用的偏电荷。这是构建 QM 哈密顿量最流行的方法，尽管它可能并不适合所有系统。 

### 极化嵌入
静电嵌入包含了 MM 系统对 QM 系统的极化，但是忽略了 QM 系统对 MM 系统的极化。而极化嵌入也包含了 QM 对 MM 系统的极化。极化嵌入模型允许可变的 MM 电荷，分为两类处理方法。在第一类中，MM 区域被 QM 电场极化，但不会反作用于 QM 系统。第二类是完全自洽的方法，允许 QM 和 MM 系统之间的相互极化作用。极化嵌入方案一般不应用于生物分子模拟，一般仅限于显式溶剂化模型：溶质将被视为 QM 系统，而溶剂将被视为可极化分子力场。 

## QM/MM 存在的问题
尽管 QM/MM 方法通常非常有效，但处理起来仍然相当棘手。研究人员必须限制 QM 模拟的区域（原子位点），但允许粒子在 QM 和 MM 区域之间移动的研究已经存在。 移动限制边界不仅会影响计算的时间，也会改变计算的结果。 QM 和 MM 系统的耦合方式可能有很大差异，具体取决于系统中粒子的分布以及它们在时间上与平衡位置的位移。通常，耦合设置在碳-碳键上，并避免在与带电基团相邻的区域中设置，因为其电荷限制的设置会显著影响模型的质量。 

## 跨 QM-MM 边界的共价键
直接连接的两个原子，其中一个用 QM 描述，另一个用 MM 描述，称为结原子。尽管 QM 区域和 MM 区域之间的边界通过共价键连接可能会产生问题，但这在应用中是不可避免的。当确实需要如此做时，QM 区域的原子的键必须被封端，防止在 QM 系统中出现悬空键。 

### 边界处理
当 QM/MM 边界切断共价键时，必须处理三个问题。首先，QM 系统的悬空键必须被封端，这是因为截断的 QM 系统是不合理的（悬空键会导致QM系统得到不合理的结果）。第二个问题与极化有关：对于静电或极化嵌入，必须要确保边界附近的 MM 电荷的的过度靠近不会导致 QM 密度的过度极化。最后一个问题是必须仔细处理 MM系统中的共价键，以防止在跨边界计算键时重复计算相互作用。 
总的来说，边界处理的目标是在 QM 和 MM 系统之间获得对 QM-MM 交互的良好描述，可以通过三种方案来实现。 

#### 链接原子方案
链接原子方案引入了一个额外的原子（通常是氢原子）。这个原子不是真实系统的一部分。它与量子力学所描述的原子共价键合，用于使其共价键饱和（通过替换已断裂的键）。 

#### 边界原子方案
在边界原子方案中，与QM原子结合的MM原子被替换为一个特殊的边界原子，该原子出现在QM和MM计算中。 在MM计算中，它简单地表现为一个MM原子，但在QM系统中，它将模仿横跨边界的MM原子的QM电子特征。

#### 局部轨道方案
局部轨道方案将杂化轨道置于边界上，并冻结其中的一些轨道。 这些轨道代替了QM区域中切断的键。